# 兄弟芸能人一覧
兄弟芸能人一覧（きょうだいげいのうじんいちらん）は、兄弟姉妹で活躍する芸能人の一覧である。
以下の形式による。
1. 原則として出生順に表記する。
2. 女性は姓名の後に*を付加して表記する。
3. 双子の人物は双子の有名人の一覧#芸能人に記載する。
4. 双方の人物記事があるものもしくは作成する業績がある人物のみ記載する。
5. 架空の人物は記載しない。
6. ユニット所属の記載は2人以上の場合とする。

この一覧に追加を行う方へ。できる限り双方の人物記事を作成してから追加するようお願いします。

## 歌手・ミュージシャン
- AIKA*、平原綾香*（父はサクソフォンプレイヤーの平原まこと、祖父はトランペット奏者の平原勉）[1]
- 青木光一、青木はるみ*
- 朝日奈央*、朝日るな*（姉妹とも元アイドリング!!!）
- 安倍なつみ*、安倍麻美*（姉は元モーニング娘。）
- マイケル・アモット、クリストファー・アモット（共にアーチ・エネミー）
- エイドリアン・アーランドソン、ダニエル・アーランドソン
- 石井竜也（カールスモーキー石井）、金子美奈子（MINAKO）*（米米CLUB）
- イ・チェヨン*、イ・チェリョン*（姉は元IZ*ONE、妹はITZY）
- 伊藤千咲美*、伊藤千由李*（姉は元GEM、妹は元チームしゃちほこ）
- 井上日徳、井上ヨシマサ
- 岩崎宏美*、岩崎良美*[2]
- アレックス・ヴァン・ヘイレン、エドワード・ヴァン・ヘイレン（共にヴァン・ヘイレン）
- ジョニー・ウィンター、エドガー・ウィンター
- カエターノ・ヴェローゾ、マリア・ベターニア*
- ジミー・ヴォーン、スティーヴィー・レイ・ヴォーン
- ELLY、LIKIYA（兄は三代目 J SOUL BROTHERS、弟はTHE RAMPAGE from EXILE TRIBE。父は元プロボクサーのカーロス・エリオット）
- 大島花子*、舞坂ゆき子*（妹は女優、実業家。父は歌手の坂本九、母は女優の柏木由紀子）
- 太田里織菜*、太田彩夏*（姉は元愛乙女☆DOLL、NMB48、妹はSKE48）
- 岡井千聖*、岡井明日菜*（姉は元℃-ute、妹は元ハロプロエッグ）
- フィニアス・オコネル、ビリー・アイリッシュ*
- ニック・カーター、レスリー・カーター*、エンジェル・カーター*、アーロン・カーター（兄はバックストリート・ボーイズ、妹（三女）と弟は双子（三女はモデル））
- 河西里音*、河西智美*（妹は元AKB48）
- 金子ノブアキ、KenKen（兄弟ともRIZE。父はドラマーのジョニー吉長、母は歌手の金子マリ）
- 仮谷せいら*、藤田みりあ*（妹は元フェアリーズ）
- 川﨑皇輝、川﨑星輝（兄弟ともジャニーズJr.）
- 川満証、川満愛*、AKINO（川満愛希信）*、川満哀行（兄弟によるユニットbless4）
- 川田正子*、川田孝子*、川田美智子*（異父姉妹。三女の父は作曲家の海沼實）
- 菊地英昭、菊地英二（THE YELLOW MONKEY）
- 北原じゅん、城卓矢
- バリー・ギブ、ロビン・ギブ、モーリス・ギブ（この3人はビージーズ）、アンディ・ギブ
- キリト、KOHTA（Angelo）
- ノエル・ギャラガー、リアム・ギャラガー（オアシス）
- クォン・スンフォン、クォン・スンウク、BoA*（長兄はピアニスト、次兄は映像監督）
- 草川拓弥、草川直弥（兄は超特急、弟はEBiSSH、ONE N' ONLY）
- 黒田絢子*、天木じゅん*（姉は元仮面ライダーGIRLS、妹は元仮面女子、アーマーガールズ）
- 黒沢健一、黒沢秀樹（L⇔R）
- 黒沢年雄、くろさわ博（弟はヒロシ&キーボー）[3]
- 桑名正博、桑名晴子*
- ジム・コアー、シャロン・コアー*、キャロライン・コアー*、アンドレア・コアー*（ザ・コアーズ）
- 倖田來未*、misono*（妹は元day after tomorrow）[4]
- グエン・ゴーディ*、ベリー・ゴーディ、ロバート・ゴーディ
- 後藤真希*、後藤祐樹（姉は元モーニング娘。、弟は元EE JUMP）
- 佐田大陸、佐田詠夢*（父はさだまさし）
- 佐藤寛、野口五郎
- 沢田泰司、Sister MAYO*（兄は元X、LOUDNESS、D.T.R、妹はProject.R）
- 椎名純平、椎名林檎*（妹は東京事変）
- リビー・ジャクソン*、ジャッキー・ジャクソン、ティト・ジャクソン、ジャーメイン・ジャクソン、ラトーヤ・ジャクソン*、マーロン・ジャクソン、マイケル・ジャクソン、ランディ・ジャクソン、ジャネット・ジャクソン*（兄弟によるユニットジャクソン5）
- 上西恵*、上西怜*（姉妹ともNMB48、姉は元メンバー、妹は現在のメンバー）
- 白井友紀乃*、白井琴望*（姉妹とも元SKE48）
- 城田純、城田優、LINA（吉村リナ）*（弟は俳優、元D-BOYS、妹は元Little Glee Monster）
- SUGIZO、彩月（兄はLUNA SEA、X JAPAN、THE LAST ROCKSTARS、妹はシンガーソングライター）
- 鈴木聖美*、鈴木雅之（弟はラッツ&スター）
- 鈴木慶一、鈴木博文（兄弟ともムーンライダーズ。父は俳優・声優の鈴木昭生）
- 鈴木友梨耶*、鈴木真梨耶*（姉妹ともROSE A REAL、元Cheeky Parade）
- SEIKIN、HIKAKIN（兄弟ともYouTuber（弟はヒューマンビートボクサー））
- 千住博、千住明、千住真理子*（兄は日本画家、元京都造形芸術大学学長、弟は作曲家、編曲家、音楽プロデューサー、妹はヴァイオリニスト。父は工学博士、慶應義塾大学名誉教授の千住鎮雄、母は教育評論家、エッセイストの千住文子）
- 平浩二、たいらいさお
- TaKa（森内貴寛）、森内寛樹（兄はONE OK ROCK、元NEWS、弟はMY FIRST STORY、元ジャニーズJr.。父は演歌歌手の森進一、母は元演歌歌手の森昌子）
- 高井雅代*、高井麻巳子*（姉は元Dee-Dee、妹は元おニャン子クラブ）
- 高橋洋子*、たかはしごう（弟は元バナナギャングス）
- 高橋良明、高橋知秀
- 滝口ひかり*、滝口きらら*（姉妹ともゑんら）
- 橘慶太、橘美緒*（兄はw-inds.）
- タテジマヨーコ*、菅原小春*（妹はダンサー、振付師）
- 玉元一夫、玉元光男、玉元正男、玉元晃、玉元妙子*（フィンガー5）
- ジェシカ・チョン*、クリスタル・チョン*（姉は元少女時代、妹はf(x)）
- DJ SAORI*、上野まな*、上野樹里*（長女はDJ、トラックメーカー、次女はシンガーソングライター、三女は女優）
- 鳥羽一郎、山川豊
- 中元日芽香*、中元すず香（SUMETAL）*（姉は元乃木坂46、妹はBABYMETAL、元さくら学院）
- 新穂貴城*、新穂純麗*（姉はSTELLABEATS、妹は未完成リップスパークル）
- 西脇綾香（あ〜ちゃん）*、西脇彩華*（姉はPerfume、妹は9nine）
- ビヨンセ・ノウルズ*、ソランジュ・ノウルズ*（姉は元デスティニーズ・チャイルド）
- 野村奈央*、野村実代*（姉は元AKB48、妹はSKE48）
- 橋本夏希*、橋本楓*、橋本瑠果*（姉妹とも元アイドリング!!!）
- PUNPEE、S.L.A.C.K.（PSG）
- 菱田海佑香*、菱田未渚美*（姉はMAGICOUR、妹はGirls²）
- 藤三郎、藤圭子*
- 藤井フミヤ、藤井尚之（F-BLOOD、元チェッカーズ）
- 藤井流星、藤井萩花*、藤井夏恋*（兄はWEST.、妹2人は元E-girls・ShuuKaRen（姉は元Flower、妹は元Happiness））
- メイナード・プラント、ブレイズ・プラント（MONKEY MAJIK）
- ベッキー（レベッカ・レイボ－ン）*、ジェシカ・レイボーン*（妹はダンサー）
- ジェフ・ポーカロ、マイク・ポーカロ、スティーヴ・ポーカロ（TOTO）
- ヴィニー・ポール、ダイムバッグ・ダレル（パンテラ、ダメージプラン）
- 堀川まゆみ*、麗美*
- モーリス・ホワイト、ヴァーダイン・ホワイト、フレッド・ホワイト（アース・ウィンド・アンド・ファイアー）
- 馬飼野俊一、馬飼野康二
- 松本日向*、松本愛花*（姉は元HKT48、妹は元SUPER☆GiRLS）
- 美空ひばり*、佐藤勢津子*、かとう哲也、香山武彦
- 光永泰一朗、光永亮太
- カイリー・ミノーグ*、ダニー・ミノーグ*
- 三好真美*、三好誠（rumania montevideo）
- 武藤十夢*、武藤小麟*（姉妹ともAKB48、姉は元メンバー、妹は現在のメンバー）
- ムンビン、ムンスア*（兄はASTRO、妹はBilllie）
- 森英寿、森愁斗（兄弟ともBUDDiiS）
- 森雪之丞、森英治（弟はピカソ）
- 森山奈歩*、森山直太朗（母は歌手、女優の森山良子）
- ヤガミトール、樋口豊（BUCK-TICK）
- 矢作有紀奈*、矢作萌夏*（姉は元SKE48、妹は元AKB48）
- 薮下柊*、薮下楓*（姉は元NMB48、妹は元STU48）
- 山口達也、Kouzy（山口公次）（兄は元TOKIO、弟は元the CYCLE、現在はプロレスラーとして活動）
- 山田菜々*、中山優馬、山田寿々*（姉妹とも元NMB48で姉は芸能界引退。妹はStrawberry Girls、弟は元NYC、現在はソロで活動）
- 山邊未夢*、山邊歩夢*（姉は東京女子流、妹は元AKB48）
- マルコム・ヤング、アンガス・ヤング（AC/DC）
- アンダース・ヨハンソン、イェンス・ヨハンソン
- 嵐ヨシユキ、翔（横浜銀蝿）
- ジュリアン・レノン、ショーン・レノン（異母兄弟。父は元ビートルズのジョン・レノン、異母兄の母はシンシア・レノン、異母弟の母は前衛芸術家のオノ・ヨーコ）

### 兄弟デュオ
- 狩人（加藤久仁彦、加藤高道）
- キセル（辻村豪文、辻村友晴）
- キリンジ（堀込高樹、堀込泰行）
- 平川地一丁目（林龍之介、林直次郎）
- ビリーバンバン（菅原孝、菅原進）
- FREEASY BEATS（RYO、TAKU）
- ブレッカー・ブラザーズ（ランディ・ブレッカー、マイケル・ブレッカー）
- ブレッド&バター（岩沢幸矢、岩沢二弓）
- 遊吟（伸治、卓）
- REVALCY（Takeshi、Takumi）
- 竜徹日記（木村竜蔵、木村徹二）（父は鳥羽一郎）

### 兄妹デュオ
- カーペンターズ（リチャード・カーペンター、カレン・カーペンター*）
- ZERO（阿久津健太郎、阿久津愛*）（父は歌手の阿久津健、母は歌手の田村悦子）
- ポップコーン（加本ひろの、加本あつの*）

### 姉妹デュオ
- O's（小田聡美、小田都弥可）
- 杉本姉妹（杉本リノ、杉本チカ）
- DOUBLE（TAKAKO、SACHIKO）
- チャラン・ポ・ランタン（小春、もも）
- チューインガム（松田りか、松田マミ）
- toutou（西村紗也香、西村麻理香）
- femme fatale（戦慄かなの、頓知気さきな）
- Me&My（パーニル・ジョージィ、スザンヌ・ジョージィ）
- 由紀さおり・安田祥子（安田祥子、由紀さおり）

## 俳優・女優・演劇など
- 青木富夫、青木放屁（異父兄弟。異父弟の父は俳優の小倉繁）
- 赤西仁（兄は元KAT-TUN）、赤西伶王
- 芦屋雁之助、芦屋小雁[5]
- 足立直久、聡太郎
- ベン・アフレック、ケイシー・アフレック
- 彩輝なお*、彩那音*
- 新井美羽*、新井琉月*
- 新井康弘（兄は元ずうとるび）、新井つねひろ
- ANZA*、Chiho*
- 安斉かれん*、安斉星来*
- 安藤聖*、安藤盟*
- イ・ビョンホン、イ・ウニ*
- E・H・エリック、岡田眞澄（父は画家の岡田穀）
- 飯窪春菜（姉は元モーニング娘。）*、日菜といろ*[6]
- カイル・イーストウッド、アリソン・イーストウッド*、スコット・イーストウッド（異母兄弟。兄は音楽家、姉はモデル、ファッションデザイナーとしても活動。父は俳優、映画監督のクリント・イーストウッド）
- 飯田洋輔、飯田達郎
- ドニー・イェン、クリス・イェン*（兄は映画監督、映画プロデューサー、アクション監督、武術家としても活動）
- 生島勇輝、生島翔（父は生島ヒロシ）
- 伊倉慎之介、伊倉愛美*
- 石田ゆり子*、石田ひかり*
- 石野真子*、いしのようこ*、宝乃純*
- 和泉淳子*、和泉元彌、十世三宅藤九郎*（父は和泉元秀、母は狂言プロデューサー、和泉宗家代表取締役の和泉節子）
- 和泉元秀、三宅右近（祖父は能楽師の五世野村万造、父は能楽師の九世三宅藤九郎）
- 初代市川猿翁、初代市川寿猿、二代目市川小太夫（父は歌舞伎役者の二代目市川段四郎）
- 二代目市川猿翁、市川靖子*、四代目市川段四郎（兄弟とも歌舞伎役者。父は三代目市川段四郎、母は女優の高杉早苗）
- 三代目市川段四郎、初代市川三四助（父は初代市川猿翁）
- 十三代目市川團十郎、四代目市川翠扇*（妹は舞踊家。父は歌舞伎役者の十二代目市川團十郎）
- 四代目市川ぼたん*、八代目市川新之助（姉は舞踊家。父は十三代目市川團十郎、母は小林麻央）
- 逸見太郎、逸見愛*（父は元フジテレビアナウンサーの逸見政孝、母はエッセイストの逸見晴恵）
- 伊藤淳史、伊藤隆大
- 伊藤久二昭、伊藤久二康
- 稲垣芽生*、稲垣来泉*
- 井上晴美*、北村栄基
- 岩井友見*、仁科亜季子*、仁科幸子*
- 梅沢武生、梅沢富美男
- 宇留木浩、細川ちか子*（兄は横田豊秋名義で映画監督としても活動）
- えなりかずき、江成正元
- 柄本佑、柄本時生（父は俳優の柄本明、母は女優の角替和枝*）
- ケニー大倉、大倉弘也（父はミュージシャン、俳優、元キャロルのジョニー大倉）
- 太田彩乃、太田里奈*
- 大塚千弘*、山下リオ*
- 大森立嗣、大森南朋（兄は映画監督としても活動。父は俳優、舞踏家の麿赤兒）
- 大和田伸也、大和田獏
- 大和田悠太、大和田健介（父は大和田伸也）
- 緒形幹太、緒形直人（父は俳優の緒形拳）
- 緒形敦、緒形りょう（父は緒形直人、母は女優の仙道敦子）
- 岡田理江*、岡田義徳
- 岡田隆之介、岡田結実*（父はますだおかだの岡田圭右、母はタレントの岡田祐佳）
- 荻野目慶子*、荻野目洋子*
- 奥田こころ*、奥田いろは*（妹は乃木坂46）
- 奥平光紀*、奥平光音*
- 小沢仁志、小沢和義
- 音無美紀子*、音無真喜子*
- 音花ゆり*、相武紗季*
- オム・ジョンファ*、オム・テウン
- アシュレー・フラー・オルセン*、メアリー＝ケイト・オルセン*、エリザベス・オルセン*（姉2人は双子で、ファッションデザイナーとしても活動）
- 河相沙羅、竜跳（父は俳優の河相我聞）
- 海宝あかね*、海宝直人、海宝潤
- 柏原崇、柏原収史
- 和音美桜*、琴音和葉*
- 五代目片岡我當、二代目片岡秀太郎、花柳寿々*、十五代目片岡仁左衛門、片岡静香*（姉は舞踏家。父は歌舞伎役者の十三代目片岡仁左衛門）
- 片岡孝太郎、片岡サチ*、片岡京子*（父は十五代目片岡仁左衛門）
- 勝野七奈美*、勝野雅奈恵*、勝野洋輔（姉は歌手、モデル、宝飾デザイナー。父は俳優の勝野洋、母はタレントのキャシー中島）
- 勝信、アイリ*（父は元大相撲力士の若嶋津六夫、母は元歌手、タレントの高田みづえ）
- 加藤清史郎、加藤憲史郎
- 上白石萌音*、上白石萌歌*[7]
- マコーレー・カルキン、キーラン・カルキン、ロリー・カルキン
- 川口浩、川口恒、川口晶*、川口厚（兄は探検家、姉は陶芸家。父は作家、大映専務の川口松太郎、母は女優の三益愛子）
- 川島如恵留（兄はTravis Japan）、川島想妃愛*
- 河原崎長一郎、河原崎次郎、河原崎建三
- 勧修寺保都、勧修寺玲旺
- 岸部一徳、岸部四郎（兄弟とも元ザ・タイガース）
- 北村匠海（兄はDISH//）、北村太樹
- リリアン・ギッシュ*、ドロシー・ギッシュ*
- 木南清香*、木南晴夏*
- 木村一八、木村ひかり*（異母兄妹。妹（次女）はさゆみ・ひかり。父は元横山やすし・西川きよしの横山やすし）
- 木村遼希、木村優斗
- 草笛光子*、富田恵子*
- KUJUN、浅野忠信（兄弟とも音楽家としても活動）
- 久保明、山内賢
- 窪塚洋介、窪塚俊介、RUEED
- 熊谷真実*、松田美由紀*
- 倉科カナ*、橘のぞみ*
- 倉貫匡弘、倉貫まりこ*
- 桑原みずき*（姉は元SKE48）、桑原彩音*
- ケイン・コスギ、シェイン・コスギ（父は俳優のショー・コスギ）[8]
- 巨勢晴香*、巨勢竜也
- ジャン＝カルロ・コッポラ、ロマン・コッポラ、ソフィア・コッポラ*（兄は映画プロデューサー、弟は映画プロデューサー、映画監督、妹は脚本家、映画監督。父はフランシス・フォード・コッポラ、母は映画監督、女優のエレノア・コッポラ）
- 古手川祐子*、古手川伸子*
- 後藤聖菜*、後藤和歌奈*
- 小林健、小林千晴*（父は俳優の小林稔侍）
- 小柳心、小柳友（父は歌手、タレント、俳優のBro.TOM）
- 斉藤由貴*、斉藤隆治
- 早乙女太一、早乙女友貴
- 坂上也寸志、坂上忍（兄は映画プロデューサー）
- 四代目坂田藤十郎、中村玉緒*（祖父は歌舞伎役者の初代中村鴈治郎、父は歌舞伎役者の二代目中村鴈治郎）
- ささの翔太、ささの友間、ささの堅太、ささの貴斗（父は俳優の笹野高史）
- 五月みどり*、小松みどり*
- 佐野瑞樹、佐野大樹
- 沢村敏子*、長門裕之、津川雅彦、加藤勢津子*（祖父は牧野省三、父は四代目澤村國太郎、母はマキノ智子）
- 三城輝子*、琴路美津子*、大河百々代*（異母姉妹。父は実業家・映画プロデューサーの河合徳三郎）
- 志田音々*、志田こはく*
- 柴田光太郎、田宮五郎（父は俳優の田宮二郎、母は元女優の藤由紀子）
- ジョン・シュワルツマン、ジェイソン・シュワルツマン、ロバート・シュワルツマン（異母兄弟。異母兄は映画撮影監督、異母弟は歌手。父は映画プロデューサーのジャック・シュワルツマン、異母弟の母はタリア・シャイア）
- 篠原麻里*、篠原美紀*
- 姿美千子*、橘和子*
- 杉浦太陽、杉浦タカオ（父は元プロ野球選手〈南海〉の杉浦三六）
- 鈴木福、鈴木夢*、鈴木楽、鈴木誉*
- 鈴村健一、鈴村正樹（兄は声優）
- 菅田将暉、こっちのけんと、菅生新樹（次男はYouTuber、シンガーソングライター。父は経営コンサルタント、放送ジャーナリスト、著作家の菅生新）[9]
- シルベスター・スタローン、フランク・スタローン
- トレイ・スミス、ジェイデン・スミス、ウィロー・スミス*（異母兄弟。父は俳優、映画プロデューサー、ラッパーのウィル・スミス、異母兄の母は女優のシェリー・スミス、異母弟、妹の母は女優のジェイダ・ピンケット＝スミス）
- SUMIRE*、佐藤緋美（父は浅野忠信、母はミュージシャン、女優のCHARA）
- 剣太郎セガール、藤谷文子*（父は俳優のスティーヴン・セガール）
- 堰沢結衣*、堰沢結愛*、堰沢結萌*
- 瀬戸康史（兄はD-BOYS、D☆DATE）、瀬戸さおり*
- せんだ雄太、せんだるか*（父はタレント、俳優、コメディアンのせんだみつお）
- 高岡早紀*、高岡由美子*
- 髙嶋政宏、髙嶋政伸（父は高島忠夫、母は女優の寿美花代）
- 高畑こと美*、高畑裕太（母は女優の高畑淳子）
- 橘喜久子*、大山デブ子*
- 田中聖、田中彪、田中樹（兄（次男）は元KAT-TUN、弟（四男）はSixTONES）
- 田中裕子*、田中隆三
- 田村花恋*、田村芽実*（妹は元アンジュルム）
- 田村高廣、田村俊磨、田村正和、田村亮（次男は実業家。父は俳優の阪東妻三郎）
- ノーマ・タルマッジ*、ナタリー・タルマッジ*、コンスタンス・タルマッジ*
- 千葉真一、矢吹二朗
- シドニー・チャップリン、チャールズ・チャップリン、ウィーラー・ドライデン（異父兄弟。異父兄（長男）は実業家、異父弟は映画監督としても活動。長男と次男の父は俳優のチャールズ・チャップリン・シニア、異父弟の父はコメディアンのレオ・ドライデン、母は女優のハンナ・チャップリン）
- チャールズ・チャップリン・ジュニア、シドニー・アール・チャップリン、ジェラルディン・チャップリン*（異母兄妹。父はチャールズ・チャップリン、異母兄（次男と三男）の母は女優のリタ・グレイ、異母妹（長女）の母はウーナ・オニール）
- 秦沛、デビッド・チャン、イー・トンシン（異父兄弟。母は女優の紅薇、長男と次男の父は俳優の厳化、三男の父は映画監督の爾光）
- 月丘夢路*、月丘千秋*
- 土屋炎伽*、土屋太鳳*、土屋神葉
- 寉岡瑞希*、寉岡萌希*
- 鶴見辰吾、三上祐一
- 寺島しのぶ*、五代目尾上菊之助
- 天翔愛*、藤岡真威人、天翔天音*、藤岡舞衣*（父は俳優の藤岡弘、）
- 戸川暁子*、由起艶子*
- 戸川純*、戸川京子*
- 栩原楽人、栩原笑生
- 笘篠ひとみ*、笘篠和馬（弟は元ジャニーズJr.。父は元プロ野球選手（西武）の笘篠誠治）
- 冨森ジャスティン、冨森アンドリュー
- 中井貴惠*、中井貴一（姉はエッセイストとしても活動。父は俳優の佐田啓二）
- 中川弘子*、中川姿子*、中川裕季子*（弘子と裕季子はタップダンサーとしても活動。父は洋舞家の中川三郎、母はジャズ歌手の上村まり子）
- 中川芳江*、小松みどり*
- 四代目中村歌六、四代目中村時蔵、初代中村獅童、萬屋錦之介、中村嘉葎雄（父は歌舞伎役者の三代目中村時蔵）
- 二代目中村梅彌*、九代目中村福助、八代目中村芝翫（姉は舞踊家。父は歌舞伎役者の七代目中村芝翫）
- 六代目中村勘九郎、二代目中村七之助（父は十八代目中村勘三郎）
- 四代目中村鴈治郎、三代目中村扇雀（父は四代目坂田藤十郎、母は女優、政治家の扇千景）
- 三代目中村勘太郎、二代目中村長三郎（父は六代目中村勘九郎、母は前田愛）
- 中村俊太、中村里砂*（父は俳優の中村雅俊、母は女優の五十嵐淳子）
- 四代目中村橋之助、三代目中村福之助、四代目中村歌之助（父は八代目中村芝翫、母は歌手、タレント、女優の三田寛子）
- 中森明菜*、中森明穂*
- 永山竜弥、永山瑛太、永山絢斗（長男は写真家としても活動）
- 中山エミリ*、英玲奈*
- 中山美穂*、中山忍*
- 夏川静江*、夏川大二郎
- 波乃久里子*、十八代目中村勘三郎
- 二階堂智、二階堂千寿*
- 西崎あや*、西崎莉麻*（父は元プロ野球選手〈日本ハム、西武〉の西崎幸広）
- 西本健太朗、西本銀二郎
- 蜷川有紀*、蜷川みほ*（父は詩人の水野陽美）
- 七世野村万蔵、野村万作、野村四郎、野村万之介（父は能楽師の六世野村万蔵、母は詩人の阪本若葉子）
- 萩山沙貴*、萩山梨緒*
- 鉢嶺杏奈*、鉢嶺七奈*
- 林成年、長谷川季子*、長谷川稀世*（父は俳優の長谷川一夫）
- 速水もこみち、俵尚希
- 原田貴和子*、原田知世*
- 原田龍二、本宮泰風
- 春名風花*、春名柊夜
- トム・ハンクス、ジム・ハンクス
- 東坊城恭長、入江たか子*（兄は映画監督、脚本家としても活動。父は子爵、貴族院議員の東坊城徳長）
- 樋口柚子*、樋口日奈*（妹は元乃木坂46）
- 一青妙*、一青窈*（妹は歌手、作詞家としても活動）
- 広瀬アリス*、広瀬すず*
- リヴァー・フェニックス、ホアキン・フェニックス
- ジェーン・フォンダ*、ピーター・フォンダ（父は俳優のヘンリー・フォンダ）
- ディーン・フジオカ、藤岡麻美*（妹は元チェキッ娘）
- 藤沢玲花*、藤井ゆりあ*
- 藤田房子*、藤田陽子*
- 伏見直江*、伏見信子*
- 船越真美子*、船越英里子*
- ルーク・ヘムズワース、クリス・ヘムズワース、リアム・ヘムズワース
- マイケル・ホイ、リッキー・ホイ、サミュエル・ホイ
- 前田愛*、前田亜季*
- 前田拳太郎、前田こころ*（兄は劇団EXILE、妹はBEYOOOOONDS）
- 松井千枝子*、松井潤子*、松井満
- 松岡茉優*、松岡日菜*
- 松方弘樹、目黒祐樹（父は俳優の近衛十四郎、母は女優の水川八重子）
- 松田龍平、松田翔太、松田ゆう姫*（長女は歌手、Young Juvenile Youthのメンバー。父は俳優の松田優作、母は松田美由紀）
- 松本紀保*、十代目松本幸四郎、松たか子*（父は二代目松本白鸚、母は実業家の藤間紀子）
- 二代目松本白鸚、二代目中村吉右衛門
- 松山英太郎、松山政路
- 松雪泰子*、高村晃平、松雪陽
- 真瀬樹里*、新田真剣佑、眞栄田郷敦（異母姉弟。父は千葉真一、異母姉の母は女優の野際陽子）
- 真野響子*、眞野あずさ*
- 真理アンヌ*、プラバー・シェス*、久万里由香*（次女はモデル）
- チコ・マルクス、ハーポ・マルクス、グルーチョ・マルクス、ガンモ・マルクス、ゼッポ・マルクス（マルクス兄弟）
- 三浦孝太、三浦涼介（父は俳優の三浦浩一、母はタレントの純アリス）
- 三浦弘子*、三浦友和（姉は元歌手、タレント）
- 三浦真弓*、三浦リカ*
- 三浦祐太朗、三浦貴大（父は三浦友和、母は元歌手、女優の山口百恵）
- 三田村瞬、中山麻聖（父は俳優の三田村邦彦、母は元女優の中山麻理）
- 宮﨑将、宮﨑あおい*
- 宮武美桜*、宮武祭*（姉妹とも元bump.y）
- 三輪ひとみ*、三輪明日美*、三輪恵未*
- 村田扶実子*、村田知栄子*
- 村山栞妃*、村山彩希*（妹はAKB48）
- 室たつき、室龍太、室将也（長男と三男は関西ジャニーズJr.（長男は元メンバー））
- 目黒大樹、仁科克基、仁科仁美*（異母兄妹。父は松方弘樹、異母弟、妹の母は仁科亜季子）
- 柳いろは*、柳ゆり菜*（母は元タレントの福井希容）
- 山下徹大、梓真悠子*、池端えみ*（姉はタレント、料理研究家。父は歌手、俳優の加山雄三、母は元女優の松本めぐみ）
- 山下翔央、山下玲央（兄弟とも元ジャニーズJr.）
- 山下ナオ、山下幸輝
- 山田奈都美*、秋元美咲*（姉は声優、妹は元アイドル諜報機関LEVEL7）
- 山田優*、山田親太朗、山田親之條（末弟は声優。母はモデルの山田美加子）
- 山本學、山本圭、山本亘
- ゆうき哲也（兄は元チャンバラトリオ）、井上茂
- 雪村いづみ*、朝比奈愛子*、有光洋二
- 弓恵子*、柴田昌宏、柴田侊彦（父は俳優の潮万太郎）
- 弓木奈於*（姉は乃木坂46）、弓木大和
- 夢咲ねね*、愛加あゆ*
- 吉田真希子*、吉田真由子*
- 芳村真理*、吉村実子*
- 劉至翰、シャドウ・リュウ*、孫沁岳（弟は歌手。父は俳優の劉尚謙）
- 若葉紫、若葉市之丞、若葉竜也、若葉克実、若葉美花子*
- 若山富三郎、勝新太郎（父は長唄三味線方の杵屋勝東治）
- 渡辺大、杏*（父は俳優の渡辺謙）
- 渡哲也、渡瀬恒彦

## モデル
- 愛甲千笑美*、愛甲ひかり*
- 雨宮由乙花*、雨宮未苺*
- 新井寿枝*、新井貴子*（姉は画家としても活動。父は元プロ野球選手〈南海、近鉄〉の新井宏昌）
- 市川実和子*、市川実日子*
- ERICA*、AMI*（父は実業家の佐藤友久、母はタレントのマリアン）
- 神崎美優*、神崎愛瑠*
- 木村有希*、木村友美*
- 古川優奈*、古川結菜*
- Cocomi*、Kōki,*（姉はフルート奏者、妹は作曲家として活動。父は木村拓哉、母は歌手、女優の工藤静香）
- ストューカス・美香子*、岡田ロビン翔子*（元チャオ ベッラ チンクエッティ）
- Sophia（ソフィア・グリーンウッド）*、JOY
- 椿かおり*、SAYUKI*、山田孝之（姉は女優、妹は歌手、弟は俳優）
- トラウデン直美*、トラウデン都仁
- トリンドル玲奈*、トリンドル瑠奈*
- 西内ひろ*、西内まりや*
- ねお*、野咲美優*
- 能世あんな*、えれな*、香里奈*
- ジジ・ハディッド*、ベラ・ハディッド*、アンワル・ハディット
- パリス・ヒルトン*、ニッキー・ヒルトン*
- 三浦葵*、三浦萌*
- 水原希子*、水原佑果*
- ミチ*、よしあき（姉弟ともYouTuberで「よしミチ」として活動）
- 森泉*、森勉、森星*（次兄はファッションデザイナー。祖母はファッションデザイナーの森英恵）
- yuuna*、miyu*、shuri*
- ラブリ*、白濱亜嵐（GENERATIONS from EXILE TRIBE）

## タレント
- 浅田舞*、浅田真央*（姉妹とも元フィギュアスケート選手）
- 東貴博（Take2）、東朋宏（父はコメディアンの東八郎）
- 安達哲朗、安達祐実*、安達大
- 池谷幸雄、池谷直樹（兄弟とも元体操選手）
- いしだ壱成、すみれ*（異母兄妹。父は石田純一、異母兄の母は作家、翻訳家の星川まり、異母妹の母はタレントの松原千明）
- 板野友美*（元AKB48）、板野成美*
- 岩田麻衣*、岩田ゆい*
- 上田啓介、上田晋也（くりぃむしちゅー）
- エド山口、モト冬樹（元ビジーフォー）
- 亀井絵里*（元モーニング娘。）、亀井理那*
- 神田うの*、神田伸一郎（ハマカーン）
- 北野大、ビートたけし（北野武）（ツービート）
- 紅蘭*、草刈雄士（YUSHI）、草刈麻有*（次兄はミュージシャン、元ズットズレテルズ、元KANDYTOWN、元BANKROLL。父は俳優の草刈正雄）
- 黒沢浩、キャロライン洋子*
- 里中茶美*、ISSA（DA PUMP）、辺土名二茶、辺土名茶三海（異母姉弟。弟（次男）はプロゴルファー。父はシニアプロゴルファーの辺土名求）
- スザンヌ*、マーガリン*
- 芹沢直美*、我妻佳代*（元おニャン子クラブ）
- 平愛梨*、平慶翔、平祐奈*（弟は東京都議会議員）
- 高城樹衣*、高城亜樹*（元AKB48）
- 髙橋郁哉、高橋斗亜
- 俵有希子*、俵小百合*
- 都丸紗也華*、都丸亜華梨*
- シャーリー富岡、マイケル富岡
- 中沢初絵*、山咲トオル（弟は漫画家）
- 鍋本帆乃香*、鍋本凪々美*
- 西川忠志、西川弘志、西川かの子*（両親はタレントの西川きよし・西川ヘレン）
- 西山野園美*、西山乃利子*（姉妹とも元Parfait）
- 葉加瀬マイ*、袴田彩会*（妹はフリーアナウンサー・元東北放送アナウンサー）[10]
- 花田優一、白河れい*（父は貴乃花光司、母はフリーアナウンサー・元フジテレビアナウンサーの河野景子）
- はなわ、塙宣之（ナイツ）
- 濱口優（よゐこ）、濱口秀二、濱口善幸
- 浜田翔子*、はまだこう*
- 久本雅美*、久本朋子*
- 布川敏和（元シブがき隊）、布川智子*（元おニャン子クラブ）
- 布川隼汰、布川桃花*、布川花音*（父は布川敏和、母はタレントのつちやかおり）
- 福島和可菜*、福島舞*
- 前田真希*、前田まみ*（父は元コメディNo.1の前田五郎）
- 松井絵里奈*、松井ありさ*
- 道端カレン*、道端ジェシカ*、道端アンジェリカ*
- 南出仁寛、南出一葉*（兄はプロゴルファー。父はオール阪神・巨人のオール巨人）
- 宮野真菜*、宮野陽名*
- 森本龍太郎（元Hey! Say! JUMP）、森本慎太郎（SixTONES）
- 矢島愛弥、矢島名月（母はタレント、元おニャン子クラブの渡辺美奈代）
- 矢部美穂*、河合美佳*、矢部美希*
- 山川未菜*（Lucky Color's）、横田未来
- 山下智久（元NEWS）、山下莉奈*
- タツヤ・レイシー、コウタ・レイシー、チアキ・レイシー

## お笑い・演芸

### 兄弟コンビ・トリオ
- Ylvis（ヴェガード・ウルハイム・イルヴィソーケル、ボード・ウルハイム・イルヴィソーケル）
- 海老一染之助・染太郎（海老一染太郎、海老一染之助）
- 兄弟（体制、紅葉）
- 勝又（ani、弟）
- 西都ハロー・ジロー（西都ハロー、西都ジロー）
- サカイスト（酒井デンペー、酒井将芳）
- 酒井くにお・とおる（酒井くにお、酒井とおる）
- ジャガーズ（ちーやん、ジャガーともひろ）
- すみたに（すみたにまさとし、すみたによしひろ）
- 千原兄弟（千原せいじ、千原ジュニア）
- 土佐兄弟（土佐卓也、土佐有輝）
- ドンココ（大久保裕オーサーオロナ、大久保龍フォスター）
- 中川家（中川剛、中川礼二）
- 中田ダイマル・ラケット（中田ダイマル、中田ラケット）
- 土方兄弟（あにやん、ヒロキ）
- まえだまえだ（前田航基、前田旺志郎）
- ミキ（昴生、亜生）
- 夢路いとし・喜味こいし（夢路いとし、喜味こいし）
- 横山ホットブラザーズ（横山アキラ、横山マコト、横山セツオ）（父は漫才師の横山東六）
- 若井はんじ・けんじ（若井はんじ、若井けんじ）
- 若月（若月徹、若月亮）

### 兄妹（姉弟）コンビ・トリオ
- 深海魚（タケ、ネネ）
- 竹内兄妹（経宏、夕乃、いく実）
- ビタミンS（お兄ちゃん、マイコ）
- 本田兄妹（本田英之、本田彩乃）
- 雷鳥（お姉ちゃん、ゆういち）

### 姉妹コンビ・トリオ
- 海原千里・万里（海原万里、上沼恵美子）
- 海原やすよ ともこ（海原ともこ、海原やすよ）[11]
- 大山姉妹（大山ルミ、大山恵理乃）
- 神庭姉妹（神庭美帆、神庭亜夢）
- かしまし娘（正司歌江、正司照枝、正司花江）[12]
- ニックス（相沢江美、相沢友美）
- 梵天（薪子、しおたむ）
- 連戦姉妹（川村れいな、川村わかな）

### 落語家
- 明石家のんき、パーポ明石（弟は現在バレエダンサー、バレエ講師として活動）
- 十代目金原亭馬生、三代目古今亭志ん朝
- 林家たま平、林家ぽん平（父は九代目林家正蔵）
- 柳家金語楼、三遊亭金時、二十四代目昔々亭桃太郎
- 四代目麗々亭柳橋、昔々亭桃太郎（二代目桃川如燕）、五代目麗々亭柳橋（次男は講談師として活動。父は落語家の三代目麗々亭柳橋）

### その他演芸
- 四代目江戸家猫八、江戸家まねき猫*、江戸家猫ハッピー*　- 声帯模写
- 山上兄弟（山上佳之介、山上暁之進） - マジシャン

## キャスター
- 秋元優里*、秋元玲奈*（姉は元フジテレビアナウンサー、妹はテレビ東京アナウンサー。父は宮内庁式部官長の秋元義孝）
- 小林麻耶*、小林麻央*（姉は元TBSアナウンサー、妹はフリーアナウンサー）
- 西山加朱紗*、西山穂乃加*（姉は元静岡第一テレビアナウンサー、妹はテレビ新広島アナウンサー。父は大木こだま・ひびきの大木こだま）
- 藤本景子*、藤本晶子*（姉は関西テレビアナウンサー、妹は東海テレビアナウンサー（元札幌テレビアナウンサー））
- 森花子*、森葉子*（姉はNHKアナウンサー、妹はテレビ朝日アナウンサー）
- 山本健太、山本大貴（兄・健太は日本テレビアナウンサー、弟・大貴は関西テレビアナウンサー。父は元関西テレビアナウンサーの山本浩之）

## 声優
- 愛美*、千春*
- 内田真礼*、内田雄馬
- 大原さやか*、大原崇
- 沢城みゆき*、沢城千春
- 塩屋浩三、塩屋翼
- 鈴木愛奈*、花井美春*（姉は歌手としても活動）[13]
- 田中亮一、田中和実
- 納谷悟朗、納谷六朗
- 堀之紀、堀秀行
- 山口竜之介、山口茜*（妹は落語家としても活動。父は声優の山口勝平）

## 漫画家・アニメ関係者
- あだち勉、あだち充
- カザマアヤミ*、来瀬ナオ*
- 上山道郎、上山徹郎
- 郷力也、天王寺大
- 小林誠、小林治
- ちばてつや、千葉研作、ちばあきお、七三太朗（次男は元漫画家、現在は千葉プロダクション代表取締役として活動）[14]
- 冨樫義博、冨樫
- TONO*、うぐいすみつる*
- 恵広史*、ヒロユキ
- 結城心一、武梨えり*

## 上記以外の職業の人物、もしくは兄弟姉妹で職業の異なる人物
- 相川亮二、寿里（兄・亮二は元プロ野球選手〈横浜、ヤクルト、巨人〉、弟・寿里は俳優、モデル）
- 赤井沙希*、赤井英五郎（異母姉弟。姉（次女）・沙希はプロレスラー、モデル、タレント、弟・英五郎はプロボクサー。父はタレント、俳優、元プロボクサーの赤井英和）
- あかほりさとる、奥谷かひろ*（兄・さとるは脚本家、小説家、妹・かひろは漫画家）
- 芥川比呂志、芥川也寸志（兄・比呂志は俳優、演出家、弟・也寸志は作曲家。父は小説家の芥川龍之介）
- 有田哲平、有田真平（兄・哲平はくりぃむしちゅー、弟・真平は放送作家）
- 有村藍里*、有村架純*（姉・藍里はグラビアアイドル、妹・架純は女優）
- エレナ・アレジ・後藤*、ジュリアーノ・アレジ（姉・エレナはモデル、弟・ジュリアーノはレーシングドライバー。父は元F1ドライバーのジャン・アレジ、母は女優、モデルの後藤久美子）
- 安藤桃子*、安藤サクラ*（姉・桃子は映画監督、妹・サクラは女優。父は俳優の奥田瑛二、母はエッセイストの安藤和津）
- 生島ヒロシ、生島隆、生島淳（長男・ヒロシは元TBSアナウンサー、タレント、ファイナンシャル・プランナー、次男・隆は元生島企画室社長、三男・淳はスポーツジャーナリスト）
- 生田斗真、生田竜聖（兄・斗真は俳優、弟・竜聖はフジテレビアナウンサー）[15]
- 石田治子*、いしだあゆみ*、石田ゆり*（長姉・治子は元フィギュアスケート選手、次姉・あゆみは女優、歌手、妹・ゆりは元歌手）
- 石田雅俊、石田安奈*（兄・雅俊はサッカー選手〈京都サンガF.C.、SC相模原、ザスパクサツ群馬、アスルクラロ沼津〉、妹・安奈はタレント、元SKE48。父は元サッカー選手の石田憲司）
- 石田桃子*[16]、石田純一（姉・桃子はシンガーソングライター、弟・純一はタレント、俳優。父は元NHKアナウンサーの石田武、祖父は新聞記者の石田武太郎）
- 石原慎太郎、石原裕次郎（兄・慎太郎は政治家、作家、元東京都知事、弟・裕次郎は歌手、俳優）
- 石原伸晃、石原良純、石原宏高、石原延啓（長男・伸晃、三男・宏高は自民党衆議院議員、次男・良純はタレント、俳優、四男・延啓は画家。父は石原慎太郎、母は石原典子）
- 二代目市川蝙蝠、喜熨斗勝（異母兄弟。兄・蝙蝠は歌舞伎役者、弟・勝は元文化放送アナウンサー、歌舞伎研究家。父は二代目市川小太夫）
- 伊藤俊介、伊藤沙莉*（兄・俊介はオズワルド、妹・沙莉は女優）
- 伊藤弘美*、伊藤昌弘（姉・弘美はフリーアナウンサー、弟・昌弘は声優、Argonavis）
- 岩田専太郎、湊明子*（兄・専太郎は画家、妹・明子は女優）
- 上原あかり*、あめみやたいよう（姉・あかりは声優、弟・たいようはYouTuber、ゲーム実況者）
- 内田雅樂（UTA）、内田伽羅*（兄・雅樂はモデル、妹・伽羅は女優。父は俳優、元シブがき隊の本木雅弘、母は女優の内田也哉子、祖母は女優の樹木希林）
- 影木栄貴*、DAIGO（姉・栄貴は漫画家、弟・DAIGOはシンガーソングライター、ミュージシャン、俳優、声優、タレント、BREAKERZ。祖父は第74代内閣総理大臣の竹下登）[17]
- 海老名美どり*、泰葉*、九代目林家正蔵、二代目林家三平（長女・美どりは元女優、美容研究家、次女・泰葉はシンガーソングライター、タレント、兄弟とも落語家。父は落語家の初代林家三平、母はエッセイスト、絵本作家の海老名香葉子）
- 大泉潤、大泉洋（兄・潤は政治家、北海道函館市長、弟・洋はタレント、俳優、TEAM NACS）
- 岡部秀範（ピーチ）、岡部将和（兄（長男）・秀範はかたつむり、弟・将和は元フットサル選手〈バルドラール浦安フットボールサラ、湘南ベルマーレフットサルクラブ〉）
- おかべりか*、岡部いさく、水玉螢之丞*（長女・りかは漫画家、長男・いさくは軍事評論家、作家、次女・螢之丞はイラストレーター。父は漫画家の岡部冬彦）
- 尾崎康、尾崎豊（兄・康は裁判官、弁護士、弟・豊はシンガーソングライター。父は著作家、元陸上自衛隊の尾崎健一）
- 小沢一敬、小澤頼仁（兄・一敬はスピードワゴン、弟・頼仁は実業家）
- 小澤克己、小澤俊夫、小澤征爾、小澤幹雄（長男・克己は彫刻家、次男・俊夫はドイツ文学者、三男・征爾は指揮者、四男・幹雄は俳優。父は歯科医師の小澤開作）
- 小澤征良*、小澤征悦（姉・征良はエッセイスト、作家、弟・征悦は俳優。父は小澤征爾、母はモデル、女優、ファッションデザイナーの入江美樹）
- 小野寺丈、小野寺章（兄・丈は俳優、弟・章は石森プロ社長。父は漫画家の石ノ森章太郎）
- ボビー・オロゴン、アンディ・オロゴン（兄弟とも格闘家、タレント（兄・ボビーは実業家））
- コートニー・カーダシアン*、キム・カーダシアン*、クロエ・カーダシアン*、ロブ・カーダシアン（姉弟ともソーシャライト（長女・コートニーは起業家、次女・キムはモデル、女優、三女・クロエ、弟・ロブはタレント）。父は弁護士のロバート・カーダシアン、母はソーシャライト、タレントのクリス・ジェンナー）
- 景山梨彩*、景山菜奈*（姉・梨彩は声優、翻訳家、妹・菜奈はダンサー、コレオグラファー。父はシンガーソングライターの影山ヒロノブ）
- ジョン・カビラ、川平謙慈、川平慈英（長男・ジョン、三男・慈英はタレント（長男・ジョンはキャスター、ラジオパーソナリティ、ナレーター、三男・慈英は俳優）、次男・謙慈は実業家、元日本マクドナルドマーケティング本部長。父は元琉球放送アナウンサーの川平朝清）[18]
- 亀渕昭信、亀渕友香*（兄・昭信はディスクジョッキー、ラジオパーソナリティ、元ニッポン放送役員・社長、妹・友香はゴスペル歌手、ボイストレーナー、女優）
- 唐沢俊一、唐沢なをき（兄・俊一は評論家、コラムニスト、弟・なをきは漫画家）[19]
- 菊池風磨、菊池音央[20]（兄・風磨はTimelesz、弟・音央はプロボクサー。父はシンガーソングライター、元LA-LA Deuxの菊池常利）
- 岸田衿子*、岸田今日子*（姉妹とも童話作家（姉・衿子は詩人、妹・今日子は女優、声優）。父は劇作家の岸田國士、母は翻訳家の岸田秋子）
- 木下眞行、木下浩行、木下隆行（兄2人は実業家、弟・隆行はTKO）
- 木村拓哉、木村俊作（兄・拓哉は俳優、元SMAP、弟・俊作はアメリカンフットボール選手）
- 金城大和、金城しおり*（兄・大和は俳優、声優、妹・しおりはシンガーソングライター）
- 工藤阿須加、工藤遥加*（兄・阿須加は俳優、タレント、キャスター、妹・遥加はプロゴルファー。父は元プロ野球選手〈西武、ダイエー、巨人、横浜〉、プロ野球監督の工藤公康）
- 黒澤久雄、黒澤和子*（兄・久雄はタレント、俳優、歌手、実業家、妹・和子は映画衣裳デザイナー。父は映画監督の黒澤明、母は女優の矢口陽子）
- 黒澤優*、黒澤萌*（姉・優は元女優、妹・萌は歌手。父は黒澤久雄、母はタレントの林寛子）
- 黒柳徹子*、黒柳紀明、黒柳眞理*（長女・徹子は女優、タレント、次男・紀明はヴァイオリン奏者、妹・眞理は随筆家、美容家、元バレリーナ。父は黒柳守綱、母は随筆家の黒柳朝）
- 桑田真樹、Matt（兄・真樹は野球選手〈BCリーグ〉、弟・Mattはモデル、タレント。父は元プロ野球選手〈巨人、ピッツバーグ・パイレーツ〉、野球解説者の桑田真澄）
- 小泉孝太郎、小泉進次郎（兄・孝太郎はタレント、俳優、弟・進次郎は自民党衆議院議員。父は第87・88・89代内閣総理大臣の小泉純一郎）
- 神津カンナ*、神津はづき*、神津善之介（姉・カンナは作家、コラムニスト、コメンテーター、妹・はづきは女優、弟・善之介は画家。父は作曲家の神津善行、母は女優、歌手、タレントの中村メイコ）[21]
- 甲本ヒロト、甲本雅裕（兄・ヒロトはミュージシャン、ザ・クロマニヨンズ、元THE BLUE HEARTS、THE HIGH-LOWS、弟・雅裕は俳優）
- 小暮裕美子*、デーモン閣下（姉・由美子は元TBS報道キャスター、弟・デーモン閣下はミュージシャン、タレント、ジャーナリスト、好角家、元聖飢魔II）
- 古代祐三、古代彩乃*（兄・裕三は作曲家、妹・彩乃はイラストレーター）
- オーガスト・コッポラ、フランシス・フォード・コッポラ、タリア・シャイア*（兄・オーガストは著作家、弟・フランシスは映画監督、映画プロデューサー、脚本家、実業家、妹・タリアは女優。父は作曲家のカーマイン・コッポラ）
- マーク・コッポラ、クリストファー・コッポラ、ニコラス・ケイジ（兄弟とも映画監督（長男・マークは俳優、三男・ニコラスは俳優、映画プロデューサー）。父はオーガスト・コッポラ）
- 小林亜星、川村みづえ*（兄・亜星は作曲家、俳優、タレント、妹・みづえはイラストレーター）
- 今剛、今敏（兄・剛はギタリスト、スタジオ・ミュージシャン、弟・敏は漫画家、アニメーション映画監督）[22]
- 斎藤ちはる*、斎藤まりな*（姉・ちはるはテレビ朝日アナウンサー、元乃木坂46、妹・まりなはタレント。父はアメリカンフットボール選手、指導者の斎藤伸明）
- 坂口征夫、坂口憲二（兄・征夫はプロレスラー、総合格闘家、弟・憲二は俳優。父は元プロレスラーの坂口征二）
- 佐々木将、佐々木恭子*（兄・将はフジテレビ社員、妹・恭子はフジテレビアナウンサー）
- さだまさし、佐田繁理[23]、佐田玲子*（兄・まさしはシンガーソングライター、弟・繁理は芸能プロモーター、元サッカー選手〈東方足球隊〉、妹・玲子は歌手）
- 定岡智秋、定岡正二、定岡徹久（兄弟とも元プロ野球選手〈南海（長男・智秋）、巨人（次男・正二は現在タレント）、広島、日本ハム（三男・徹久）〉）
- 佐藤正治、佐藤公彦（兄・正治は声優、弟・公彦はシンガーソングライター）
- 鮫島巧、岡田れえな*（兄・巧は作曲家、ギタリスト、妹・れえなは女優。父は元ツイスト、HOUND DOGの鮫島秀樹）
- ブランドン・ジェンナー、ブロディ・ジェンナー、ケンダル・ジェンナー*、カイリー・ジェンナー*（異母兄妹。兄・ブランドンは歌手、弟・ブロディはタレント、妹2人はモデル、タレント、女優。父は元陸上競技選手のブルース（ケイトリン）・ジェンナー、異母兄の母は女優のリンダ・トンプソン、異母妹の母はクリス・ジェンナー）
- 品川一治、実花*、品川祐（長兄・一治は映像プロデューサー、次姉・実花はエッセイスト、弟・祐は品川庄司、映画監督。父は実業家、ヤマノ代表取締役元社長の山野凱章、母は美容家のマダム路子）
- SHOKICHI、八木将康（兄・SHOKICHIは歌手、ダンサー、作詞家、作曲家、EXILE、EXILE THE SECOND、元二代目J Soul Brothers、弟・将康は俳優、劇団EXILE）
- 杉浦みずき* 、Shizuki*（姉・みずきはフリーアナウンサー、妹・Shizukiはシンガーソングライター）
- 芹澤名人、芹澤信雄（兄・名人はタレント、俳優、弟・信雄はプロゴルファー）
- そこらへん元気、貞松響（兄・元気は芸人、弟・響はミュージカル俳優）
- DaiGo、松丸怜吾、松丸亮吾（長男・DaiGoはメンタリスト、作家、三男・怜吾はドラマー、四男・亮吾はタレント、クリエイター）
- 高尾奏之介、高尾奏音*（兄・奏之介は作曲家、ピアニスト、妹・奏音は声優）
- 高島郷、高島彩*（兄・郷は元俳優、妹・彩は元フジテレビアナウンサー。父は俳優の竜崎勝）
- 高島忠夫、高嶋弘之（兄・忠夫は俳優、弟・弘之は音楽プロデューサー）
- 高橋メアリージュン*、高橋ユウ*[24]、高橋祐治（姉2人はモデル、女優、弟・祐治はサッカー選手〈京都サンガF.C.、ブリスベン・ロアーFC、カマタマーレ讃岐、サガン鳥栖〉）
- 滝川クリステル*、滝川ロラン[25]（姉・クリステルはフリーアナウンサー、弟・ロランはモデル）
- 田口桜村、田口修治、黒柳守綱（長兄・桜村は松竹蒲田撮影所初代所長、三男・修治はジャーナリスト、カメラマン、四男・守綱はヴァイオリン奏者。父は医者の田口潔矩）
- 竹内涼真、たけうちほのか*、竹内唯人（兄・涼真は俳優、妹・ほのかはタレント、弟・唯人は歌手）
- 田中絵瑠、田中音緒（姉・絵瑠はグラビアアイドル、妹・音緒は声優。父はリングアナウンサーの田中ケロ）
- 谷口元一、谷口大二（兄・元一は芸能プロデューサー、ケイダッシュ取締役、弟・大二はBSフジ編成局員、元お笑いタレント）
- ダルビッシュ有、Dark翔、KENTA（長男・有はプロ野球選手〈日本ハム、テキサス・レンジャーズ、ロサンゼルス・ドジャース、シカゴ・カブスなど〉、次男・翔は元格闘家、三男・KENTAは元俳優）
- 檀太郎、檀ふみ*（兄・太郎はエッセイスト、妹・ふみは女優、声優、エッセイスト。父は作家の檀一雄）
- 知念里奈*、知念芽衣*（姉・里奈は歌手、女優、妹・芽衣はフリーアナウンサー）
- 辻皓平、辻孟彦（兄・皓平はニッポンの社長、弟・孟彦は元プロ野球選手〈中日〉）
- つのだじろう、つのだたかし、つのだ☆ひろ（次兄・じろうは漫画家、四兄・たかしはリュート奏者、弟・ひろはミュージシャン）
- DJ HAL、吉田明世*（兄・HALはDJ、妹・明世は元TBSアナウンサー）
- 徳光和夫、徳光次郎（兄・和夫は元日本テレビアナウンサー、弟・次郎は実業家、英国伊勢丹初代社長。父は映画監督、実業家の徳光寿雄）
- 内藤裕紀、内藤正樹（兄・裕紀は実業家、弟・正樹はブラックパイナーSOS、雀士）
- 永岡歩、永岡真実*（兄・歩はCBCテレビアナウンサー、妹・真実は元女優、グラビアアイドル）
- 長嶋一茂、長島三奈*、長島正興（長男・一茂はスポーツキャスター、タレント、俳優、元プロ野球選手〈ヤクルト、巨人〉、長女・三奈はスポーツキャスター、次男・正興は元レーシングドライバー。父は元プロ野球選手〈巨人〉、読売巨人軍終身名誉監督の長嶋茂雄、母は会社役員の長嶋亜希子）
- 長瀬麻美*、水谷瑠奈*（姉妹ともグラビアアイドル（姉・麻美はAV女優））
- 中田敦彦、FISHBOY（兄・敦彦はオリエンタルラジオ、弟・FISHBOYはダンサー。共にRADIO FISHのメンバー）[26]
- 長渕文音*、長渕航（WATARU）、長渕蓮（長姉・文音は女優、次兄・航はヒップホップミュージシャン、弟・蓮はミュージシャン、元レーシングドライバー。父はミュージシャン、俳優の長渕剛、母は女優、歌手、フラワーアーティストの志穂美悦子（長渕悦子））
- 中村友也、中村昌也（兄・友也はバスケットボール選手〈アースフレンズ東京Z〉、弟・昌也はタレント、俳優、元D-BOYS）
- 夏目雅子*、小達敏昭（姉・雅子は女優、弟・敏昭はプロゴルファー）
- ジャンナ・ナンニーニ*、アレッサンドロ・ナニーニ（姉・ジャンナは歌手、弟・アレッサンドロは元F1ドライバー、実業家）
- 仁藤夢乃*、仁藤萌乃*（姉・夢乃は社会活動家、妹・萌乃は元タレント、女優、元AKB48）
- 沼澤聖一、篠ひろ子*（兄・聖一はプロゴルファー、妹・ひろ子は女優）
- 野島裕史、野島健児、野島智司（兄2人は声優、弟・智司は作家。父は声優の野島昭生）
- 野村彩也子*、野村裕基（姉・彩也子はTBSアナウンサー、弟・裕基は狂言師。父は狂言師、俳優の野村萬斎）
- 野村政孝、野村祐希（兄・政孝はサッカー選手〈名古屋グランパスエイト、ブラウブリッツ秋田、ロアッソ熊本〉、弟・祐希は俳優。父は俳優の野村将希）
- 倍賞千恵子*、倍賞明、倍賞美津子*、倍賞鉄夫（長女・千恵子、次女・美津子は女優、長男・明は元アマチュア野球選手・監督、次男・鉄夫はリングアナウンサー）
- 長谷川裕一、長谷川勝己（兄・裕一は漫画家、弟・勝己は脚本家）
- 橋本真由美*、清水国明（姉・真由美は実業家、ブックオフコーポレーション取締役、弟・国明はあのねのね、冒険家）
- 花田虎上、貴乃花光司（兄弟とも元大相撲力士、タレント。父は元大相撲力士・大関の貴ノ花利彰、母はタレント、女優の藤田紀子）
- 原沢久喜、原沢侑高（兄・久喜は柔道家、弟・侑高は俳優）
- 比花知春*、ryuchell（姉・知春は歌手、弟・ryuchellはファッションモデル、タレント）
- 引田有美*、引田智子*（異母姉妹。姉・有美は声優、妹・智子は元少女隊。父は奇術師の初代引田天功、異母姉の母は女優の小桜京子）
- 肥後DNA、肥後千暁*（兄・DNAは元ドレミ倶楽部、妹・千暁は元歌手。父はダチョウ倶楽部の肥後克広）
- 藤原美樹*、小山慶一郎（姉・美樹は料理研究家、弟・慶一郎はNEWS）[27]
- 船越英一郎、平野洋子*（兄・英一郎はタレント、俳優、妹・洋子は小説家、実業家。父は俳優の船越英二、母は女優の長谷川裕見子）
- フジ子・ヘミング*、大月ウルフ（姉・フジ子はピアニスト、弟・ウルフは俳優）
- 辺見鑑孝、辺見えみり*、今川宇宙*（異母兄妹。兄・鑑孝はミュージシャン、妹・えみりはタレント、異母妹・宇宙は女優、イラストレーター。父は歌手、俳優の西郷輝彦、母は歌手、タレントの辺見マリ）
- Bose、光嶋崇（兄・Boseはスチャダラパー、弟・崇はアートディレクター、デザイナー、ウェブデザイナー）
- 堀江一眞、堀江慶（兄・一眞は声優、弟・慶は映画監督）
- 堀北真希*、NANAMI*（姉・真希は元女優、タレント、妹・NANAMIはアイデザイナー、モデル）[28]
- 本田太一、本田真凜*、本田望結*、本田紗来*（兄妹ともフィギュアスケート選手（妹2人はタレント（三女・望結は女優、四女・紗来は子役））
- 牧野彰宏、牧野アンナ*（兄・彰宏はAKB48グループのプロデューサー、妹・アンナは振付師、元SUPER MONKEY'S。父はマキノ正幸、祖父はマキノ雅弘、祖母は轟夕起子）
- マキノ正幸、マキノ佐代子*（異母兄妹。兄・正幸は実業家、妹・佐代子は女優。父はマキノ雅弘、異母兄の母は女優の轟夕起子、異母妹の母は女優の鳳弓子）
- 松岡宏泰、松岡修造（兄・宏泰は実業家、東宝代表取締役社長、弟・修造はタレント、元プロテニスプレーヤー。父は実業家、東宝名誉会長の松岡功[29]、母は元宝塚歌劇団星組男役の千波静）
- 松田定次、マキノ雅弘、マキノ光雄、マキノ真三、マキノ智子*（異母兄妹。異母兄・定次、長男・雅弘は映画監督、次男・光雄は映画プロデューサー、三男・真三は映画監督、映画プロデューサー、実業家、四女・智子は女優。父は映画監督、映画プロデューサー、脚本家、実業家の牧野省三）
- 松原美穂*、松原タニシ（姉・美穂は女優、弟・タニシはお笑いタレント）
- 松原ゆい、松原聖弥（兄・ゆいはロングアイランド、弟・聖弥はプロ野球選手〈巨人〉）
- 松本隆博、松本人志（兄・隆博はシンガーソングライター、弟・人志はダウンタウン、映画監督）
- 三浦大輔、三浦剛（兄・大輔は元プロ野球選手〈横浜〉、プロ野球監督、弟・剛は俳優）
- 三浦獠太、三浦孝太（兄・獠太は俳優、弟・孝太は総合格闘家。父はサッカー選手〈読売サッカークラブ/ヴェルディ川崎、京都サンガ、横浜FCなど〉の三浦知良、母はタレント、モデルの三浦りさ子）
- 三田和代*、三田誠広（姉・和代は女優、弟・誠広は小説家。父は実業家の三田繁雄）
- 満島ひかり*、満島真之介、満島みなみ*、満島光太郎（長女・ひかりは女優、元Folder、次兄・真之介は俳優、妹・みなみははモデル、弟・光太郎は元プロバスケットボール選手〈ライジングゼファーフクオカ、東京サンレーヴス〉）
- 宮城大弥、宮城弥生*（兄・大弥はプロ野球選手〈オリックス〉、妹・弥生はタレント）
- 宮澤勇樹、宮澤成良*（兄・勇樹はサッカー選手〈松本山雅FC、シーラーチャーFC、TuSエルンテブリュック〉、妹・成良はファッションモデル、タレント、元乃木坂46。父は元サッカー選手〈フジタ工業クラブサッカー部、東日本JR古河SC/ジェフユナイテッド市原〉、サッカー解説者の宮澤ミシェル）
- Miyuu*、白間美瑠*、白間太陽（姉・Miyuuはミュージシャン、シンガーソングライター、妹・美瑠はタレント、歌手、元NMB48、弟・太陽は俳優）
- 武蔵、TOMO（兄弟とも元キックボクサー、空手家（兄・武蔵はタレント、俳優））
- 武藤彩未*、武藤雅（姉・彩未は歌手、元さくら学院、可憐Girl's、弟・雅は騎手）
- 目黒陽子*、滝川英治（姉・陽子はフリーアナウンサー、ファイナンシャル・プランナー、弟・英治は俳優）
- 本仮屋ユイカ*、本仮屋リイナ*（姉・ユイカは女優、妹・リイナは元東海テレビアナウンサー）
- 森本哲郎、森本毅郎（兄・哲郎は評論家、弟・毅郎は元NHKアナウンサー）
- 薬丸翔、薬丸隼人、薬丸玲美*（兄・翔は俳優、弟・隼人は元サッカー選手〈CEサバデル、ボルシア・メンヒェングラートバッハ、ウーロンゴン・オリンピック〉、妹・玲美はタレント。父はタレント、元シブがき隊の薬丸裕英、母は元歌手の石川秀美）
- 矢島せい子*、四代目澤村國太郎、沢村貞子*、加東大介（長女・せい子は社会福祉運動家、民俗学者、長男・國太郎、次男・大介は俳優、次女・貞子は女優、随筆家）
- 安田史生、安田顕（兄・史生は作曲家、作詞家、音楽プロデューサー、弟・顕はタレント、俳優、TEAM NACS）
- 矢部美幸、矢部浩之（兄・美幸は実業家、元ちゃんねるず、弟・浩之はナインティナイン）
- 弥生*、小雪*（姉・弥生は歌手、モデル、妹・小雪は女優）
- 優河*、石橋静河*（姉・優河はシンガーソングライター、妹・静河は女優。父は俳優、歌手の石橋凌、母は女優の原田美枝子）
- 結木滉星、三笘薫[23]（兄・滉星は俳優、モデル、弟・薫はサッカー選手〈川崎フロンターレ、ブライトン・アンド・ホーヴ・アルビオンFC、ロイヤル・ユニオン・サン＝ジロワーズ〉）
- 柚木涼香*、桜木さゆみ*（姉・涼香は声優、女優、妹・さゆみは漫画家）
- 横山美奈*、横山智佐*（姉・美奈はオペラ歌手、妹・智佐は声優）
- YOSHIKI、林光樹（兄・YOSHIKIはミュージシャン、X JAPAN、THE LAST ROCKSTARS、弟・光樹は元俳優）